# منتخب سلطنة عمان للكريكت للسيدات
منتخب سلطنة عمان للكريكت للسيدات هو ممثل سلطنة عمان الرسمي في المنافسات الدولية في الكريكت للسيدات .